# ドレフュス事件

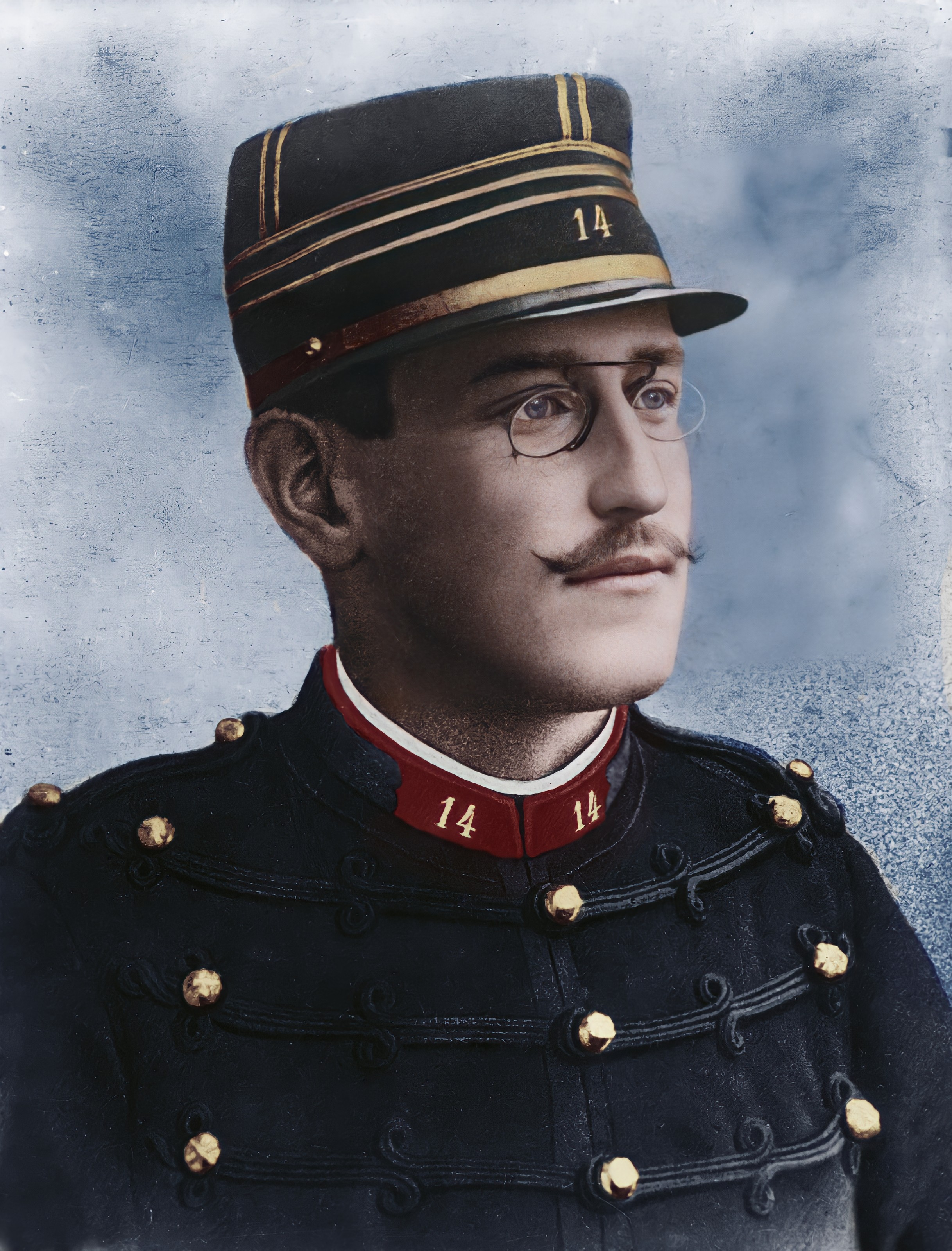
ドレフュス大尉（1894年頃）

ドレフュス事件（ドレフュスじけん、仏: Affaire Dreyfus）とは、1894年にフランスで起きた、当時フランス陸軍参謀本部の大尉であったユダヤ人のアルフレド・ドレフュスがスパイ容疑で逮捕された冤罪事件である。

## 背景
普仏戦争に敗れたフランスであったが、戦後は急速に国力を回復しつつあった。50億フランに及んだ戦争賠償金は期限前に完済し、1880年代には余剰資金を外国や植民地に投資し、資本輸出国の一員となっていった。戦争中に成立した第三共和政は共和派左翼を中心に進められていたが、しばしば右派による揺り戻しを経験した。1886年から1889年にかけて起こったブーランジェ将軍事件はその一つである。

## 概要

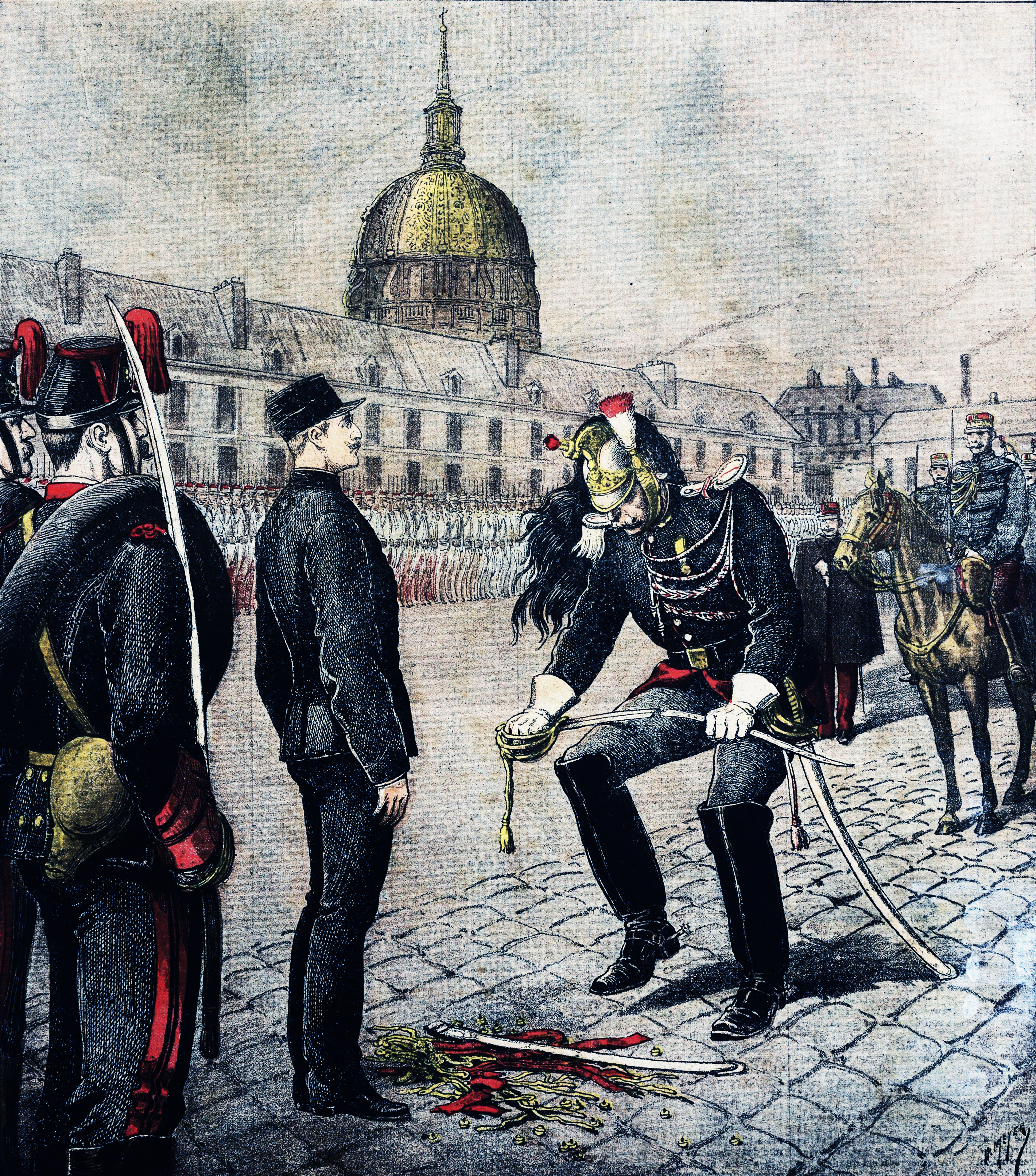
ドレフュス大尉の不名誉な除隊を描いた挿絵（官位剥奪式で剣を折られるドレフュス=中央左）

1894年夏、フランス陸軍省は陸軍機密文書の名が列挙された手紙を入手した。手紙はドイツ陸軍武官宛てで、フランス陸軍内部に情報漏洩者がいるのではないかと懸念された。筆跡が似ていたことから、ユダヤ人砲兵大尉ドレフュスが逮捕された。しかし、具体的な証拠どころか、ドレフュスが金銭問題を抱えている、もしくは急に金回りが良くなったなどといった状況証拠すら欠いていたため、スパイ事件及びドレフュス逮捕の事実はすぐには公表されなかった。
ところが、この件が反ユダヤ主義の新聞に暴露されたことから、対処を余儀なくされた軍は、12月22日に終身禁固刑を言い渡した。1895年3月、ドレフュスはフランス領ギアナ沖の離島であるディアブル島に送られた。
1896年、フランス陸軍情報部は、情報漏洩者がフランス陸軍の少佐、フェルディナン・ヴァルザン・エステラジーであることを突き止めた。軍上層部はそれ以上の調査を禁じたが、このことがドレフュスの兄の耳に入り、兄はエステラジーを告発する手紙を陸軍大臣宛てに書いた。しかしフランス陸軍大臣のシャルル・シャノワーヌは再審に反対していた。国家主義、反ユダヤ主義の世論にも影響され、エステラジーは軍法会議にかけられたものの、無罪となった。エステラジーはイギリスに逃亡し、そこで平穏な生涯を終えた。

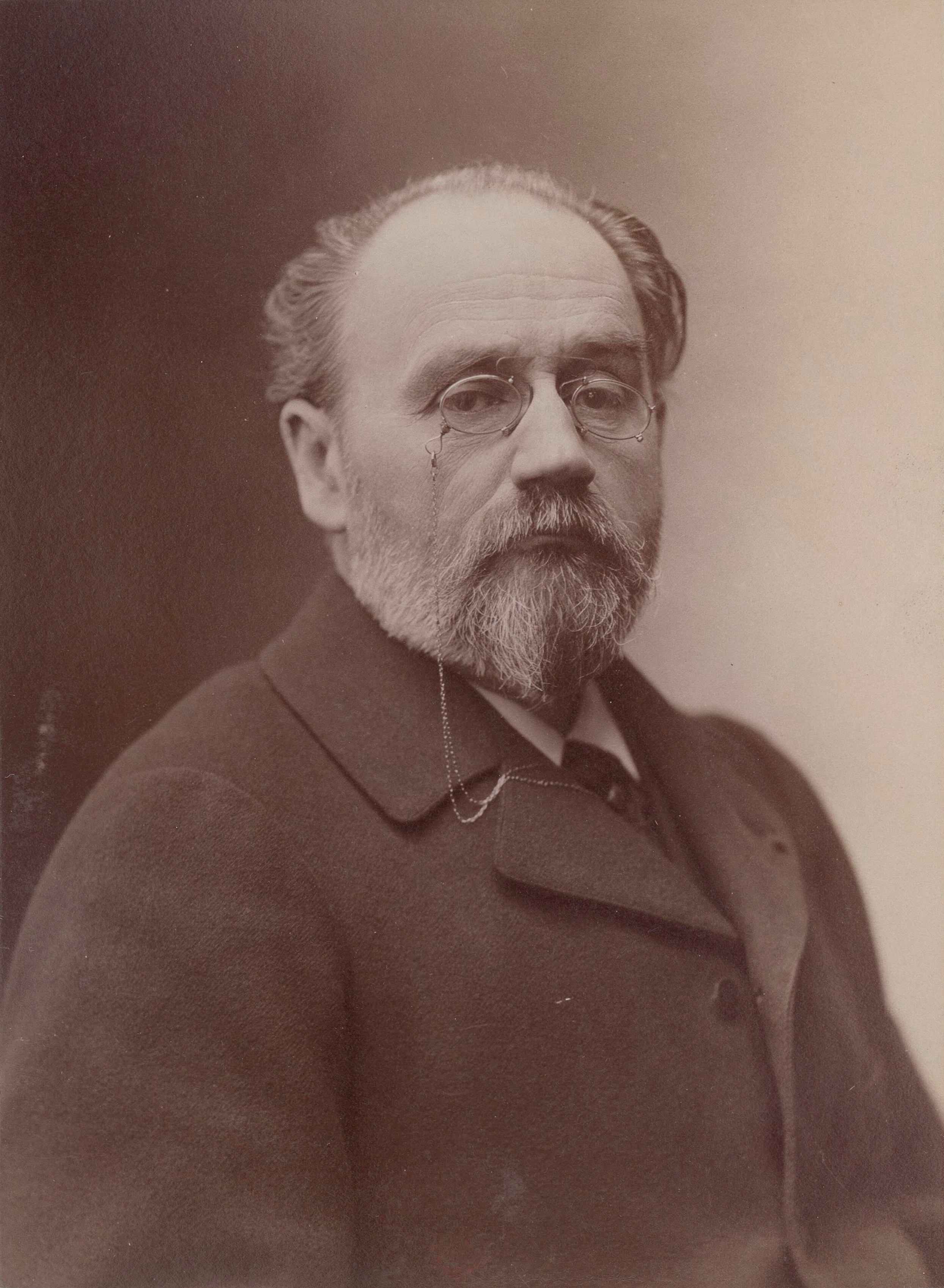
エミール・ゾラ

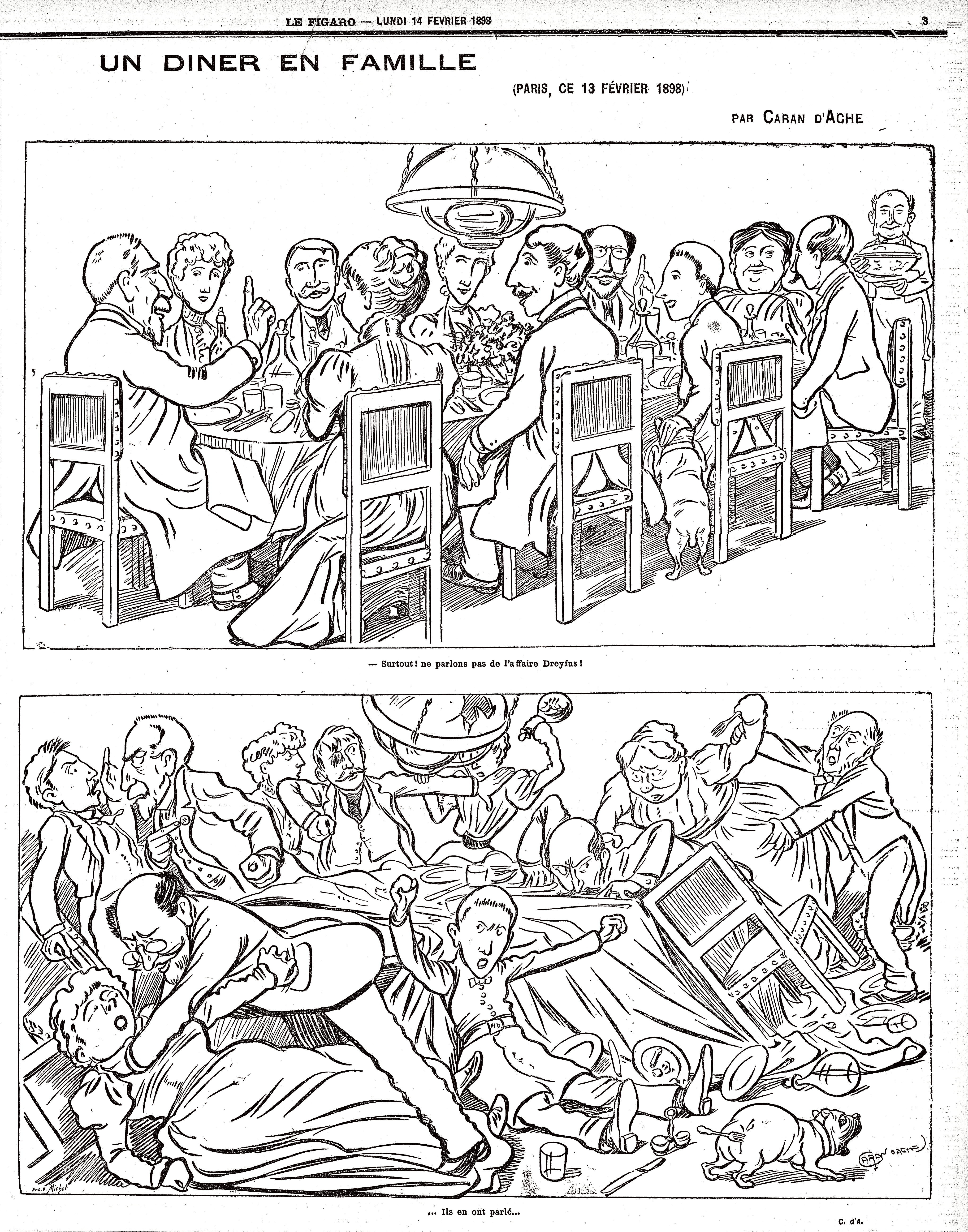
ドレフュス事件をめぐって二分する世論を風刺した、カラン・ダッシュによる漫画。上のコマには「Surtout! ne parlons pas de l'affaire Dreyfus!」（特に！ドレフュス事件については議論しないように！）、下のコマには「…ils en ont parlé…」（議論してしまったようだ…）とキャプションされている。

無罪決定の2日後、1898年1月13日付の新聞に、作家エミール・ゾラは『私は告発する』と題する、フェリックス・フォール大統領に宛てた公開状を掲載し、軍の不正を糾弾した。発表後はユダヤ人迫害事件の一方で、ドレフュスの再審を求める動きも活発になった。再審派と反対派の議論はもつれたが、1899年、大統領が反対派のフォールからエミール・ルーベに交代したことから進展を見せた。ルーベは特赦を出してドレフュスを釈放した。
ドレフュスはその後も無罪を主張し、フランスの最高裁判所にあたる破毀院は1906年7月12日に無罪判決を下した。2025年7月12日にフランス大統領エマニュエル・マクロンは、ドレフュスの無罪確定120周年にあたる2026年から7月12日を記念日として、「憎悪と反ユダヤ主義に対する正義と真実の勝利を祝う式典」を開くと表明した。

## 偽証と軍事機密
ドレフュスが無罪である可能性が高まり、有罪の根拠とされた証拠の信頼性についての疑問が取り沙汰されはじめると、軍部は「国家の安危に関わる軍事機密情報」が含まれているとして、ドレフュス有罪の根拠とされる証拠類の開示を拒んだ。
しかし、ブリッソン元首相によって、「当時首相として証拠を詳しく確認したが軍部の主張するような機密情報などはどこにも含まれていなかったはず」との声明が出され、軍部の上記主張は根拠薄弱なものとなった。元首相に開示された証拠には、ドレフュス有罪の根拠となり得るものは一切含まれていなかった。そこには、そもそも機密情報というべきものすら存在せず、含まれている内容も甚だ信頼度が低いものばかりであった。
このように、軍事機密との主張が、実際には真実を隠蔽する口実に過ぎないことが明らかとなった。そればかりか、証拠の改竄や偽造まで行って軍部が冤罪を作り出していた疑いが発覚するといった思わぬ余波も生じた。自ら作り出した冤罪の不利な証拠を隠蔽するために、軍事機密との主張を濫用して権威の維持を画策した軍部は、その権威を大いに失墜させた。

## 反ドレフュス派による解釈
一部の反ドレフュス派（反ユダヤ主義者）は、1906年の破毀院による判決は不当であるとして、この事件の歴史的意義をまったく違う風に捉え、ドレフュス派はこの事件を利用して右翼の牙城だったキリスト教と軍を弱体化させ、「ユダヤ人への『偏見』は冤罪を生む」という教訓として利用した、と捉えている。

## 後世への影響
この事件を新聞記者として取材していたテオドール・ヘルツルは、社会のユダヤ人に対する差別・偏見を目の当たりにしたことから、ユダヤ人国家建設を目的とするシオニズムを提唱、この思想及びそれに基づく諸運動が後のイスラエル建国へと繋がっていくこととなった。

## 関連作品
- 『ドレフュス事件』：ジョルジュ・メリエス監督による1899年の短編映画シリーズ。
- 『ゾラの生涯』：ドレフュス事件を取り扱った、1937年のアメリカ映画。第10回アカデミー賞の作品賞・助演男優賞（ジョセフ・シルドクラウト）・脚色賞を受賞。
- 『逆転無罪』：情報漏洩者がエステラジーであることを突き止めたピカール（フランス語版）中佐を主人公にしてドレフュス事件を取り扱った1991年のイギリスのTVムービー。ケン・ラッセル監督。日本では劇場公開された。
- 『オフィサー・アンド・スパイ』：ピカール中佐を主人公にしてドレフュス事件を描いた、2019年のフランス・イタリア合作映画。ロマン・ポランスキー監督。